# Raoul Brothier de Rollière
Pour les articles homonymes, voir Brothier.
Raoul Brothier de Rollière, né à Dissay (Vienne) le 31 mars 1859 , et mort à Paris 16e le 23 février 1917, est un ingénieur civil, surtout connu pour son ouvrage intitulé Les Rues de Poitiers : dictionnaire historique et biographique. Il a travaillé sur bien d'autres sujets et notamment sur l'histoire historique et généalogique de la famille Brothier.

### Sources bibliographiques
- Beauchet-Filleau, Dictionnaire historique et généalogique des familles du Poitou, famille Brothier